# Saillat-sur-Vienne
Saillat-sur-Vienne är en kommun i departementet Haute-Vienne i regionen Nouvelle-Aquitaine i västra Frankrike. Kommunen ligger i kantonen Saint-Junien-Ouest som tillhör arrondissementet Rochechouart. År 2022 hade Saillat-sur-Vienne 826 invånare.

## Befolkningsutveckling
Antalet invånare i kommunen Saillat-sur-Vienne
| Referens: INSEE |